# Dave Dee, Dozy, Beaky, Mick and Tich
Dave Dee, Dozy, Beaky, Mick and Tich est un groupe britannique de pop rock, originaire de Salisbury. Il est formé en 1964 et dissous en 1972.

## Historique
Originaire de Salisbury, le groupe est initialement baptisé Dave Dee and the Bostons. Dave Dee, chanteur du groupe, est un ancien policier qui était sur les lieux de l'accident fatal à Eddie Cochran. Le groupe est l'un des plus populaires du Royaume-Uni durant les années 1960. Plusieurs de leurs singles se sont classés dans le top 10 des charts britanniques : Hold Tight, Hideaway, Bend It, Save Me, Okay, Zabadak, Last Night in Soho et The Legend of Xanadu (ce dernier s'étant classé numéro un). En 1969, Dave Dee quitte le groupe pour une brève carrière solo et la formation se rebaptise D, B, M and T avant d'être dissoute en 1972.

## Membres
- Dave Dee (David John Harman, 1941-2009) - chant
- Dozy (Trevor Leonard Ward-Davies, 1944-2015) - basse
- Beaky (John Dymond, 1944-) - guitare rythmique
- Mick (Michael Wilson, 1944-) - batterie
- Tich (Ian Frederick Stephen Amey, 1944-2024) - guitare solo

## Discographie

### Albums studio
- 1966 : Dave Dee, Dozy, Beaky, Mick and Tich
- 1967 : If Music Be the Food of Love... Then Prepare for Indigestion
- 1967 : What's in a Name
- 1968 : If No One Sang
- 1969 : Together
- 1971 : Attention